# Ooencyrtus trinidadensis
Ooencyrtus trinidadensis är en stekelart som beskrevs av Crawford 1913. Ooencyrtus trinidadensis ingår i släktet Ooencyrtus och familjen sköldlussteklar.
Artens utbredningsområde är:
- Montserrat.
- Venezuela.

Inga underarter finns listade i Catalogue of Life.